# March 2-4-0
Chronologie des modèles (1976)
March 761
La March 2-4-0 est une monoplace de Formule 1 expérimentale à six roues construite fin 1976 par March Engineering et testée dans le courant de l'année 1977.
Elle est, après la Tyrrell P34, unique Formule 1 à six roues à avoir gagné un Grand Prix, le second modèle de monoplace de Formule 1 équipé de six roues. La conception ingénierique de la March est toutefois totalement différente de la Tyrrell car la March possède deux essieux arrière quand la Tyrrell proposait des roues avant doublées.

## Contexte
Les roues avant, non carrossées, d'une Formule 1 engendrent une forte traînée aérodynamique.  L'idée directrice de la conception de la Tyrrell P34 est de réduire cette traînée à l'aide de pneumatiques d'un plus petit diamètre à l'avant. À l'époque, les roues avant de F1 mesurent environ 40 centimètres de diamètre mais Tyrrell prévoit d'utiliser des roues de seulement 25 centimètres. Le problème de perte d'adhérence correspondant est résolu en doublant les roues avant de chaque côté.
La P34 décroche un doublé au Grand Prix de Suède 1976 et les pilotes de l'équipe Tyrrell terminent troisième et quatrième du championnat. L'année suivante se révèle décevante et le concept de monoplace à six roues est abandonné, notamment du fait que Goodyear ne veut plus fabriquer de pneus spéciaux pour cette seule voiture qui par ailleurs ne bénéficie pas des travaux de développement du manufacturier. Tyrrell constate également que l'assemblage de quatre roues directrices alourdit exagérément la voiture.

## Un autre concept de F1 à six roues
Chez March à Bicester, le designer Robin Herd suit de près le projet P34 et, à la fin de 1976, conclut que quatre roues à l'avant constituent une impasse. Dans son analyse, le gain aérodynamique à l'avant est gommé par l'arrière où les pneus de 60 centimètres de diamètre engendrent 30 à 40 % de la traînée totale de la voiture. Il estime également qu'avec des roues arrière modernes moins épaisses, il faut utiliser intelligemment les roues motrices pour maximiser l'adhérence.
Dans cet esprit, Herd dresse les plans d’une voiture à six roues de 40 centimètres de diamètre avec quatre roues motrices à l'arrière. Sa théorie est que si les six pneus sont de la même taille, la voiture sera plus mince que la moyenne et verra ses performances aérodynamiques améliorées à l'arrière avec un flux d'air rendu plus propre en passant sur l'aile. Quatre roues motrices signifient également une meilleure propulsion et, contrairement à la Tyrrell, il n'y aurait pas de problème avec le développement des pneus, ceux-ci étant des pneumatiques standards.
Herd appelle ce concept "2-4-0", imitant la notation de Whyte utilisée pour décrire le matériel roulant ferroviaire: deux roues avant porteuses, puis quatre roues motrices, et zéro roues porteuses arrière. Mais il semblerait que ce dernier chiffre soit aussi un clin d’œil au choix original de ne pas utiliser de différentiel.

## Conception

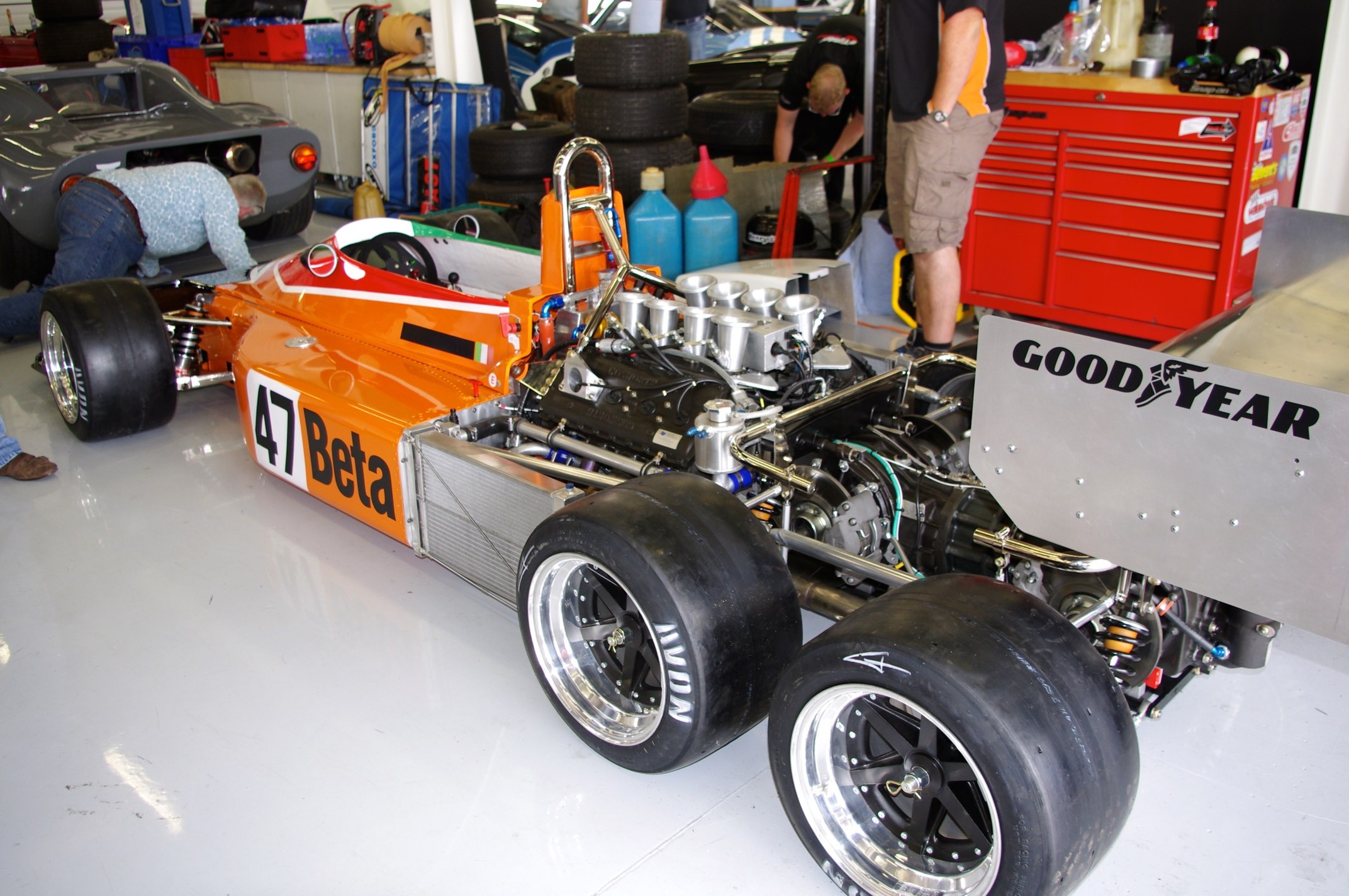
Le train arrière en détail.

Après appréciation des avantages techniques présentés par le concept, Max Mosley, partenaire de March, donne son aval pour la construction d'un prototype. Mosley pense également que la 2-4-0 pourra faire sensation auprès des sponsors.
L'équipe March n'est néanmoins pas au mieux financièrement pendant les saisons 1976-1977, et les coûts de développement d'une monoplace inédite à six roues sont élevés. Pour pallier ce problème, le moteur Cosworth de la March 761 est adapté par l'ingénieur Wayne Eckersley à Bicester et de nombreuses pièces disponibles à l'usine sont recyclées autant que possible.
La clé de la fiabilité d'une monoplace à deux essieux propulseurs réside dans le système de transmission. Une boîte de vitesses spécifique doit être créée pour réduire les pertes de puissance par frottement et contrer les forces de torsion qu'un système à quatre roues motrices génère. Pour limiter les coûts, une boîte Hewland classique est adaptée avec un nouveau boitier, des engrenages et un pignon prolongé. Grâce à ces modifications, Le châssis de la 761 est adapté au concept.
La presse est invitée à l'usine en novembre 1976 pour découvrir la 2-4-0 partiellement construite : un nombre important d'articles dans les magazines de sport mécaniques sont publiés et la monoplace fait la couverture d'Autosport du 2 décembre 1976.

## Essais
Le premier test a lieu à Silverstone fin 1976. La boîte de vitesses ne résiste pas aux sollicitations et les vitesses se désengrènent. Comme une solution ne peut être trouvée sur place, le pignon endommagé est retiré pour le reste des essais et la March 2-4-0 redevient une simple deux roues motrices. Comme il pleuvait lors des essais, le pilote Howden Ganley n'a pas poussé la voiture à son maximum, ce qui passa aux yeux des médias pour un test réussi compte tenu des conditions météo.
Une nouvelle boîte de vitesses doit alors être construite et un développement sérieux effectué. Devant les ressources et le temps que ces changements demandent, March abandonne temporairement le projet.
En février 1977, la voiture, équipée d'une boîte de vitesses plus résistante, revient à Silverstone avec Ian Scheckter au volant. Même si c'est encore un jour pluvieux, Scheckter retient de l'essai une traction "incroyable". À la suite de ces tests, la voiture fait une nouvelle fois la couverture du magazine Autosport du 10 février 1977.
La March 2-4-0 réapparaît en juin au Grand Prix de Belgique où le châssis de la 761 est converti. La rumeur qu'elle apparut au Grand Prix du Brésil est partie du site 8W en août 2002. L’erreur n'y figure plus aujourd'hui.

## Autres utilisations
En 1979, Roy Lane, pilote spécialiste des courses de côtes achète un châssis March 771 et y adapte la transmission de la 2-4-0 prêtée par Robin Herd. Cette conversion est rendue aisée du fait que le train arrière de la 2-4-0 est adaptable à tous les châssis March de Formule 1.
Profitant d'une traction supérieure grâce aux deux essieux propulseurs, Roy Lane remporte plusieurs courses de côtes britanniques en 1979, dont celle de Wiscombe Park en mai. Cependant, la voiture se révélant difficile à utiliser, Lane revient finalement à une configuration à deux roues motrices.

## Héritage

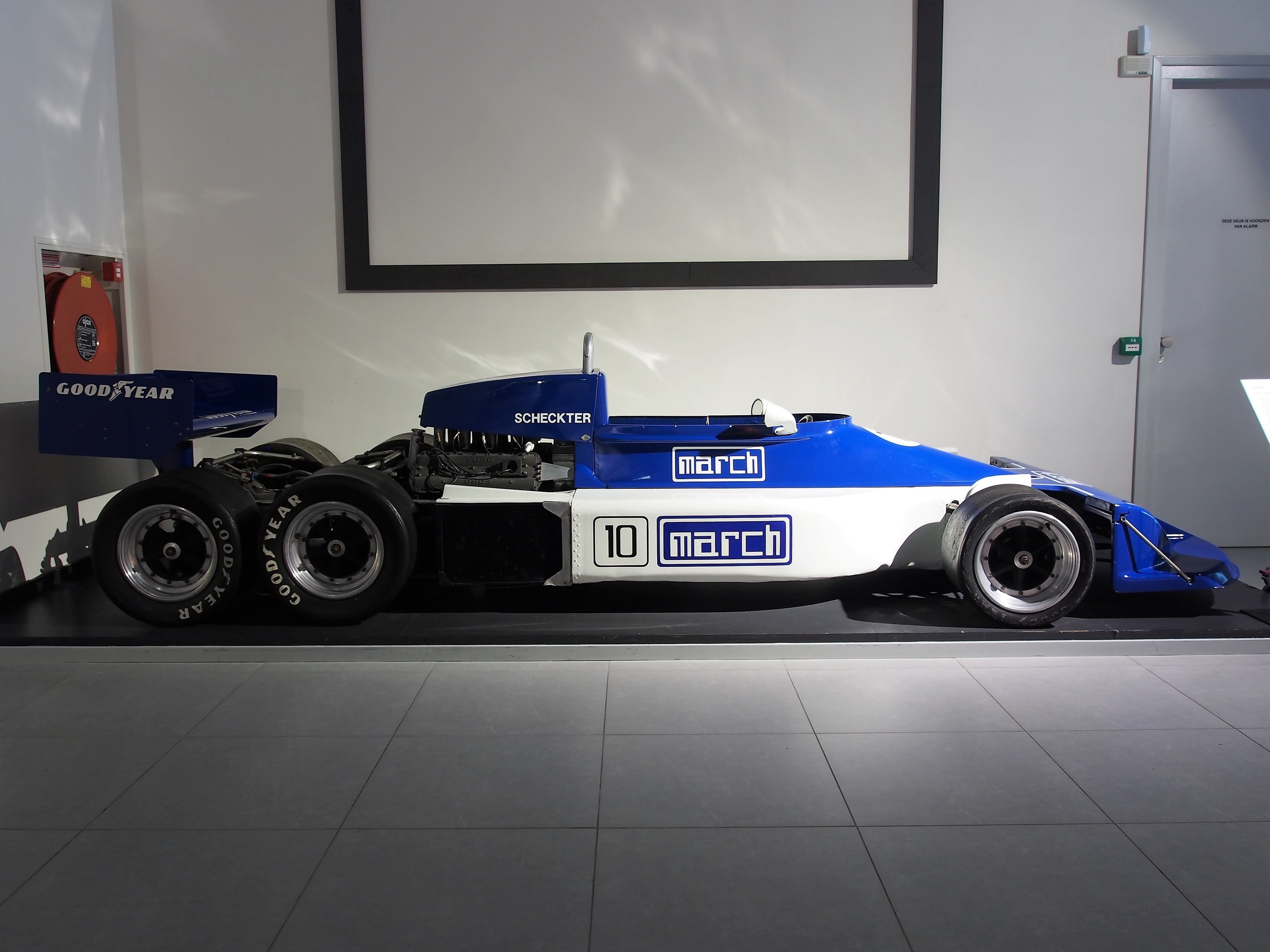
La March 2-4-0 exposée au Louwman museum.

La March 2-4-0 n'a jamais été alignée en compétition dans la discipline pour laquelle elle a été initialement développée. La viabilité du concept n'a donc jamais été validé. Un travail sur le gain de poids grâce à des matériaux solides et plus légers l'aurait sans doute rendu concurrentielle en championnat.
Les tentatives menées par March ont néanmoins permis de « débroussailler »  les multiples voies de recherche sur l'effet de sol, le concept de la Brabham BT46 montrant une autre voie possible. Williams F1 Team a également mené des recherches similaires à celles de March avec le développement, en 1982, du prototype FW08B (visible dans le musée de l'usine Williams), non achevé à la suite de la décision de la FIA d'interdire la transmission à quatre roues motrices en Formule 1.
La 2-4-0 aura toutefois permis à March, comme Max Mosley l'avait deviné, de braquer les projecteurs sur la société d'ingénierie.